# Autostrada A2 (Rumunia)
Autostrada A2 (popularnie Autostrada Soarelui, pol. Autostrada Słońca) – autostrada w Rumunii długości 202,7 km, łącząca Bukareszt z Konstancą nad Morzem Czarnym, zarządzana przez CNAIR. Wybudowana w latach 1987–2012 (pierwszy 18-kilometrowy odcinek otwarto w 1987 r. z inicjatywy reżimu Nicolae Ceaușescu, a ostatni 26-kilometrowy – 29 listopada 2012).